# Vinko Lamešić
Vinko Lamešić (1959.),hrvatski slikar iz Tuzle, Bosna i Hercegovina. Akademski je slikar.

## Životopis
Čitav se život bavi slikarstvom. Izlagao je do 2005. godine 15 puta samostalno u zemlji i u inozemstvu. Iz obitelji je umjetnika i športaša. Kći se zanima za slikarstvo, a sin je športaš u Teniskom klubu Sloboda. Vinkov mlađi brat Marijan Lamešić bio je nogometaš tuzlanske Slobode i zagrebačkog Dinama. Vinkov bratić Mario je aktivni nogometaš u Sloveniji, i bio je bh. nogometni reprezentativac u mlađim kategorijama. Lamešić uglavnom slika krajobraze. Poznatija djela su slika s motivom Tuzle studenoga 2005. darovao ondašnjem hrvatskom predsjedniku Stjepanu Mesiću na dodjeli počasnog doktorata Sveučilišta u Tuzli, te oltarna slika sv. Ilije proroka u crkvi sv. Ilije u Mramoru.